# Ryan Feltner
Ryan Feltner (Orlando, Florida, 2 de septiembre de 1996) es un jugador profesional estadounidense de béisbol que se desempeña en la posición de lanzador en Colorado Rockies, equipo de las Grandes Ligas de Béisbol (MLB).

## Carrera
Fue seleccionado en la cuarta ronda en el Draft de la MLB de 2018. En 2021 hizo su debut profesional con el equipo Colorado Rockies, donde lleva jugando cuatro temporadas.